# Marie-France Briselance
 (juillet 2023).
 (décembre 2023).
Œuvres principales
La Bougeotte (roman),
Massinissa le Berbère (roman)
Marie-France Briselance, née le 29 avril 1945 à Dole, dans le Jura), morte le 20 novembre 2018 à Paris (19e), est une écrivaine, essayiste et scénariste française.

## Biographie

### Télévision
Après une maîtrise d'Histoire de l'art, sous la direction de Jacques Thuillier, Marie-France Briselance bifurque vers le cinéma, analysé en tant que source historique propre, et fait partie des tout premiers étudiants de Marc Ferro à l'École pratique des hautes études de Paris. 

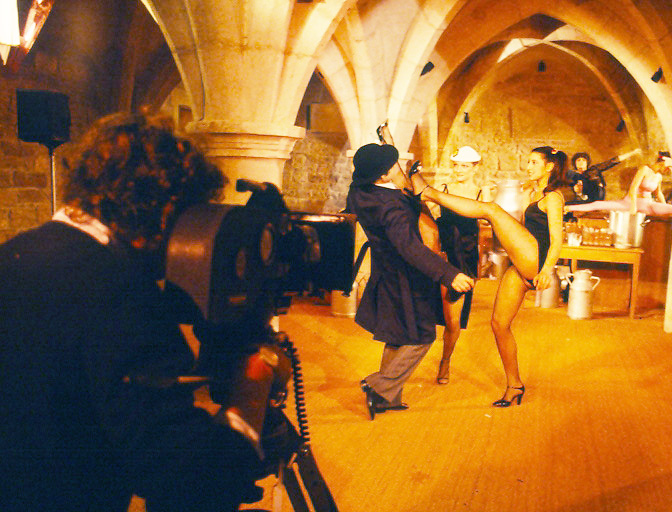
Tournage des Rats de cave en 1981.

En 1975, Marie-France Briselance écrit pour FR3 (France 3) les séries Les Indiens d’Amérique du Sud, puis Les Indiens d’Amérique du Nord. Malgré leur courte durée (12 fois 13 minutes) et la modicité de leurs budgets (pas de tournage professionnel sur place, mais des reproductions de peintures et de gravures et des extraits de films de voyage), l’impact commercial est important, les deux séries sont vendues à une quarantaine de pays et diffusées à l'époque aux États-Unis par l’Université de Princeton,,.
En collaboration avec son mari, Jean-Claude Morin, réalisateur et scénariste, Marie-France Briselance crée en 1978 une série spéciale, Les Aventuriers de la mer, toujours pour FR3.

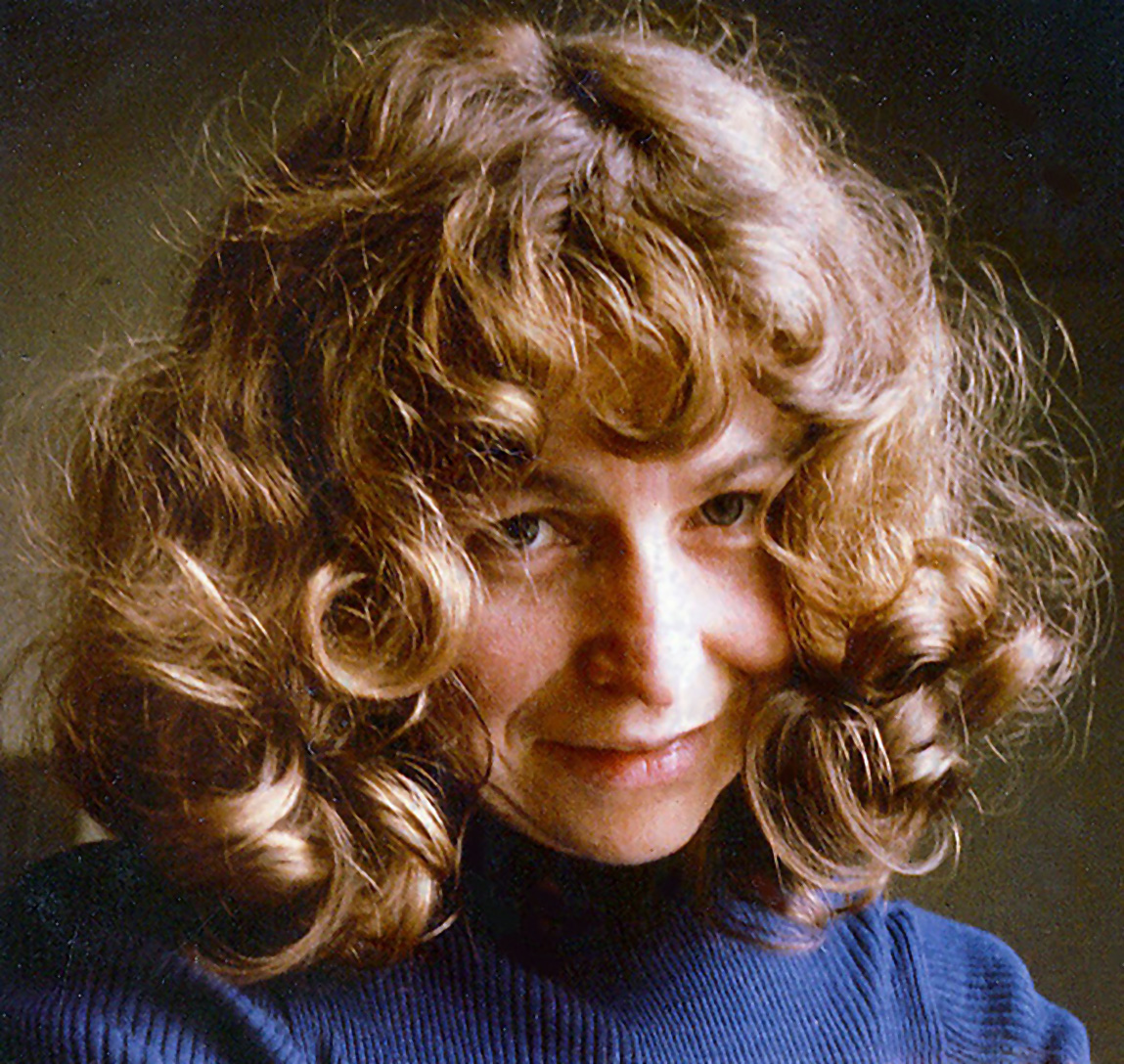
Marie-France Briselance (1976).

En 1975, pour Le Monde diplomatique, Marie-France Briselance avait écrit un article : « Le Noir dans le cinéma blanc ». Trois ans plus tard, pour FR3, elle écrit une nouvelle série pour la jeunesse, Les Africains,,.
Marie-France Briselance écrit en 1981, avec la collaboration de Jean-Claude Morin, Les Rats de cave. Un second téléfilm, Le Brin de muguet, diffusé en 1984, avec Sim.

### Romans et récits
En 1984, Marie-France Briselance publie son premier roman, Dames sans rois. Martine Laval, dans les pages Livres de Télérama, conclut : « Un premier roman plein d'humour corrosif et de tendresse. ».
Son deuxième roman, La Bougeotte publié en 1987, sera adapté en téléfilm pour France 3 en 1996. La revue Lesbia affirme : « eh bien, on ne peut s'empêcher de tomber sous le charme dès les premières pages... La mère, dans ce roman, n'est pas seulement une femme, elle représente LA femme dans toute sa splendeur et dans tout son destin... Parmi tous ses enfants, son préféré restera toujours son mari ».
En 1988, Jeune Afrique Livres commande à Marie-France Briselance deux tomes d'une L'Histoire de l'Afrique. Le premier, « Les Grands royaumes » , couvre l'histoire jusqu'à l'an 1000, le second de l'an 1000 jusqu'aux indépendances de la seconde moitié du vingtième siècle (non traitées). Ils paraissent avec une préface de Siradiou Diallo.
Massinissa le Berbère en 1990 remet à l'honneur le Charlemagne de l'Afrique du Nord, le roi Massinissa (238 av. J.-C.-148 av. J.-C.). Marie-France Briselance recherche ses sources dans l'ouvrage d'Appien d'Alexandrie, Des guerres des Romains, l'historien grec. La Presse de Tunis analyse le texte du roman : « Le but de l'auteur n'est pas seulement de reconstituer les événements d'une manière concrète, et de peindre ces sociétés, leurs mœurs et activités mais également de réfuter les idées reçues... Ainsi Massinissa qu'elle réhabilite : c'est une invitation à l'esprit critique du chercheur... Dans cet ouvrage, nous sommes loin des cours théoriques de l'histoire de Carthage, des Numides et des Romains, mais au cœur même de la Numidie au IIe siècle avant l'ère chrétienne ».Dans le Magazine littéraire, Pierre-Robert Leclercq estime que l'auteur, « historienne, n'a rien négligé des écrits portant sur la vie de Massinissa et du monde de son temps. Mais elle n'a pas oublié qu'elle est romancière ».
Pour L'Impératrice et le Marsouin en 1994, l'hebdomadaire catholique La Vie écrit : « Un style fluide, prompt à passer du rire à l'émotion, l'art de trousser un récit, le sens du suspense sont autant d'ingrédients qui concourent à faire de L'Impératrice et le Marsouin un roman captivant qui se lit d'une seule traite. ».
Pour La Lectrice à la sandale en 1999, Le Monde écrit : « Un RMI ne sauve pas du désespoir. Le sujet est devenu banal, mais, et c'est là toute la force de son récit, (l'auteur) le traite d'une façon des plus originales... En un texte dense et sans sensiblerie, cette nouvelle nous dit sur les exclus plus que de longs discours. ».

### Activités pédagogiques

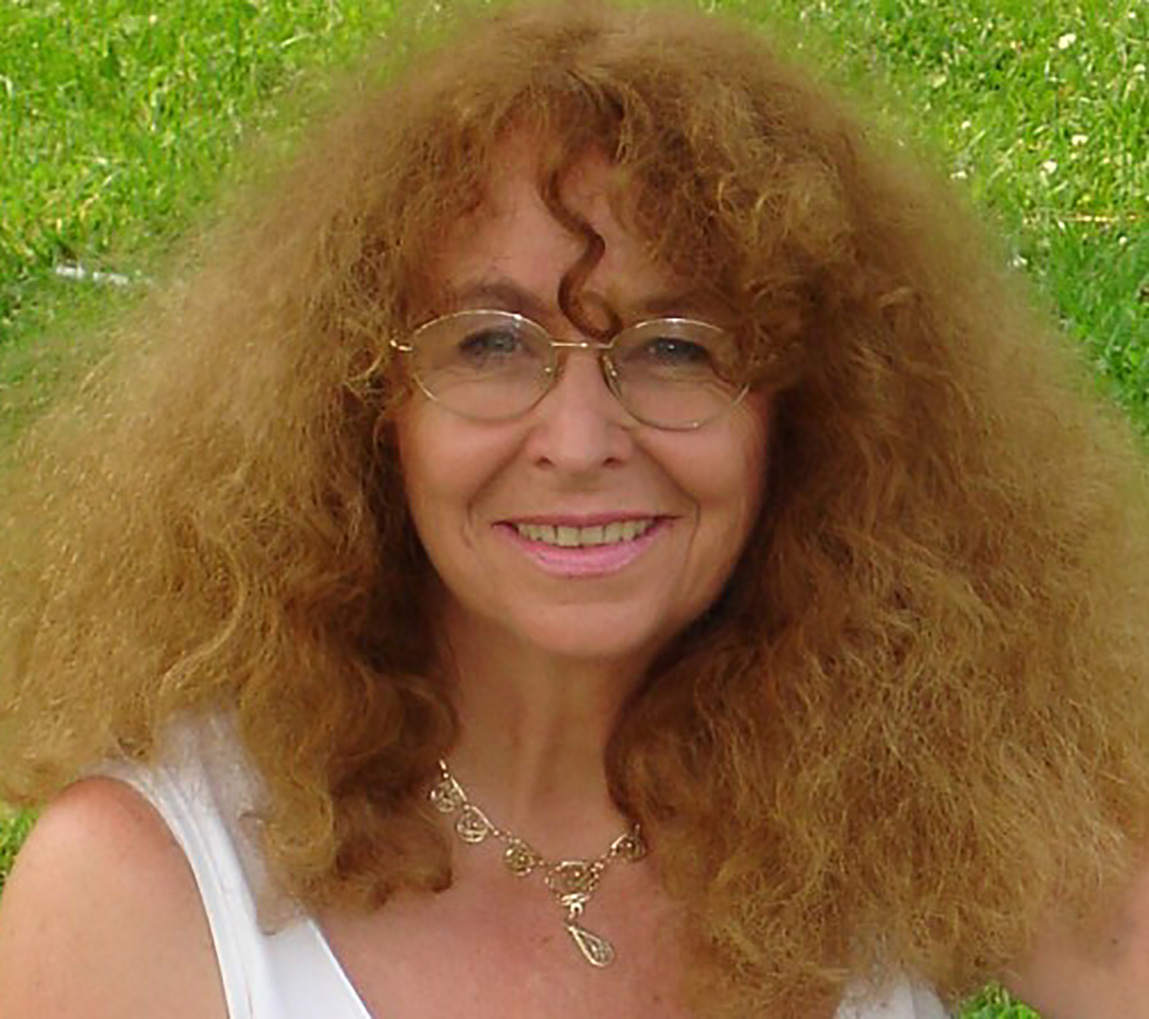
Marie-France Briselance (2006).

Tout en continuant à écrire des documentaires diffusés par France 3, Marie-France Briselance crée et dirige un atelier d’écriture de scénarios à l’Université Bordeaux III Michel de Montaigne, de 1993 à 2007, et dirige la pédagogie du Conservatoire européen d'écriture audiovisuelle (CEEA – Paris) de 2001 à 2003.

### Activités militantes
Marie-France Briselance fait partie du Comité de direction de la Société des gens de lettres, administratrice, vice-présidente ou secrétaire générale, de 1984 à 2010, et lance notamment l’idée qui débouche sur la création par la SGDL et le Syndicat national de l'édition (SNE), de la Société française des intérêts des auteurs de l’écrit (SOFIA), société de perception du droit de prêt en bibliothèque, à laquelle les pouvoirs publics donnent en 2004 la mission de financer à 50% la retraite complémentaire des écrivains qui en étaient dépourvus jusqu'à présent.
Le 15 novembre 1996, sous son nom marital, Marie-France Morin, elle a été nommée Chevalier dans l'Ordre des Arts et des Lettres par Philippe Douste-Blazy, alors ministre de la Culture.

### Fin de vie
En 2006, Marie-France Briselance est atteinte d'une maladie dite « orpheline », le syndrome de Benson. Elle en meurt douze ans plus tard, le 20 novembre 2018. Ses cendres reposent au columbarium du cimetière du Père Lachaise, urne 17291.

## Publications

### Romans
- Dames sans rois, Paris, Buchet-Chastel, 1984, 242 p. (ISBN 2-7020-1418-6)
- La Bougeotte, Paris, Buchet-Chastel, 1987 (réimpr. 1996), 221 p. (ISBN 2-7020-1417-8)
- La Bougeotte, Paris, Le Grand Livre du mois, 1995 (ISBN 2-2861-1315-7)
- Massinissa le Berbère, Paris, La Table ronde, 1990, 339 p. (ISBN 2-7103-0417-1)
- Massinissa, Alger, Marinoor Noureddine Benferhat, 1990, 339 p.
- Massinissa le Berbère, Tunis, Cérès, coll. « Contemporains en poche », 1990, 369 p. (ISBN 9973-19-118-8)
- (ar) ماسينيسا, traduction de Massinissa, Alger, ENAG,‎ 2000, 324 p. (ISBN 9961-72-052-0)
- Massinissa, Alger, Espace Libre, 2009, 322 p. (ISBN 978-9961-874-51-6)
- Massinissa le Berbère, Béjaïa, Talantikit, 2012, 365 p. (ISBN 978-9931-343-54-7)
- L’Impératrice et le marsouin, Paris, Julliard, 1994, 347 p. (ISBN 2-260-00165-3)
- (vi) Máu bṓc đṑng, traduction de La Bougeotte par Ngô Văn Quý, Hanoï, Nhà xuất bản, 1994, 353 p.
- La Lectrice à la sandale, Illkirch, Le Verger, 1998 (réimpr. 2000), 63 p. (ISBN 2-908367-83-1)

### Essais
- Le Louvre, le plus grand musée du monde : Antiquités égyptiennes, d'après le scénario "Les Larmes d'Isis, ou le temps des pharaons", qu'elle avait rédigé pour TF1, Tokyo, NHK, 1986, 191 p. (ISBN 4-14-008421-9)
- Le Louvre, le plus grand musée du monde : L'Art du Moyen Âge, d'après le scénario "Le Cinquecento et François 1er", qu'elle avait rédigé pour TF1, Tokyo, NHK, 1986, 191 p. (ISBN 4-14-008423-5)
- Le Louvre, le plus grand musée du monde : Le Siècle de Louis XIV, d'après le scénario "L'Ordre et le désordre, ou le siècle de Louis XV", qu'elle avait rédigé pour TF1, Tokyo, NHK, 1986, 191 p. (ISBN 4-14-008426-X)
- Histoire de L’Afrique, préface de Siradiou Diallo : Tome 1 Les Grands empires, Paris, Jeune Afrique, 1988, 189 p. (ISBN 2-85258-388-7)
- Histoire de L’Afrique, préface de Siradiou Diallo : Tome 2 Les Conquérants, Paris, Jeune Afrique, 1988, 191 p. (ISBN 2-85258-389-5)
- Voyage en Franche-Comté littéraire, préface de Jacques Bens, Besançon, Cêtre, 1991, 247 p.édition brochée (ISBN 2-87823-001-7) édité erroné (BNF 35491748), édition reliée  (ISBN 978-2-87823-002-4)
- Voyage en Franche-Comté littéraire, préface de Jacques Bens, Besançon, Cêtre Poche, 2010, 318 p. (ISBN 978-2-87823-219-6)
- Le Noyé du lac Fishboedle, 12 nouvelles illustrées par Claude Lapointe, L'Alsace-Le Pays, 1997
- Marcel Aymé… ou l’infernale complexité, préface de Louis Nucéra,, Société des Amis de Marcel Aymé, 2000 (ISSN 0752-1987)
- Leçons de scénario, Les 36 situations dramatiques, Nouveau Monde, 2006, 361 p. (ISBN 2-84736-180-4)

### Ouvrages en collaboration
- L'URSS de 1917 à 1953, avec Marc Ferro et Jacqueline Jan, Paris, La Documentation française, 1971, 42 p.
- L'Histoire de 1871 à 1971, sous la direction de Marc Ferro, Paris, Les Dictionnaires du savoir moderne / Denoël, 1972
- Les Arts, sous la direction d’André Akoun, Paris, Les dictionnaires du savoir moderne / Denoël, 1973
- Ondes de pierre, carnets de route, Reims, Drac Champagne-Ardennes, 1990
- La douleur se cache derrière les sourires, in: Femmes du Vietnam, photos de Christine Pictet, Mane, L’Envol, 1995 (ISBN 2-909907-25-2)
- Grammaire du cinéma, coauteur Jean-Claude Morin, Paris, Nouveau Monde, 2010, 588 p. (ISBN 978-2-84736-458-3)
- (pt) Gramática do cinema, coauteur Jean-Claude Morin, Lisbonne, Texto & Grafia, 2012, 476 p. (ISBN 978-9-89828-549-2)
- Le Personnage, de la "Grande" Histoire à la fiction, coauteur Jean-Claude Morin, Paris, Nouveau Monde, septembre 2013, 439 p. (ISBN 978-2-36583-837-5)

## Filmographie (scénariste ou coscénariste)

### Téléfilms
- 1980 : La Tisane de sarments, réalisation de Jean-Claude Morin d’après le roman de Joë Bousquet, diffusé sur FR3, avec Philippe Léotard, Henri Serre, Jean-Pierre Kalfon, Anne-Laure Meury et Françoise Bertin
- 1981 : Les Rats de cave, réalisation de Jean-Claude Morin, diffusé sur FR3, avec Romain Bouteille et Sim
- 1984 : Le Brin de muguet, réalisation de Jean-Claude Morin, diffusé sur FR3, avec Sim, France Dougnac et Jean-Yves Gautier
- 1986 : Le Procès des dames de Bordeaux, réalisation de Jean-Jacques Sirkis, diffusé sur FR3, avec Maud Rayer, Yves Brainville
- 1996 : Elvis-Aziz, réalisation de Frédéric Compain, diffusé sur France 2, avec Michèle Laroque, Saïd Taghmaoui, Richard Gotainer
- 1996 : La Bougeotte, d’après son roman éponyme, réalisation de Jean-Claude Morin, diffusé sur France 3, avec Jacques Gamblin, Delphine Rich, Jean-Jacques Moreau, Bruno Slagmulder, Charles Schneider, Laurence Lerel

### Documentaires
- 1975-1978 : Les Indiens d’Amérique, FR3, série de 12 épisodes
- 1976 : Les Aventuriers de la mer, FR3, série de 6 épisodes
- 1979 : Les Africains, FR3, série de 6 épisodes
- 1981 : Daniel Gélin lit Marcel Aymé, FR3, avec Daniel Gélin
- 1986-1988 : Le Louvre, le plus grand musée du monde, TF1 et NHK (Japon) et en coproduction avec une vingtaine de pays

1. Les Larmes d'Isis ou le temps des Pharaons, avec Deborah Kerr et Raymond Gérôme
2. Le Cinquecento et François 1er, avec Deborah Kerr et Raymond Gérôme
3. L’Ordre et le désordre ou le Siècle de Louis XV, avec Deborah Kerr et Jean Rochefort

- 1992 : Les Eaux vives, France 3
- 1994 : Le Génie de l’eau, France 3
- 2001 : L’Usine-Ville, quand les patrons rêvent, France 3

### Autres contributions
- Le Noir dans le cinéma blanc, Le Monde diplomatique, 1975
- Vos plus belles histoires d’amour, Radio Monte-Carlo, une nouvelle par jour lue par Danièle Évenou, direction de collection et écriture, 1984-1985
- Articles pour La Quinzaine littéraire, Télérama, Jeune Afrique plus et magazine, Initiative, Éditions Atlas, Études vietnamiennes, Revue des lettres et de l’audiovisuel, revue Synopsis